# Pete Best
Pour les articles homonymes, voir Best.
Randolph Peter Best (né Randolph Peter Scanland), plus connu sous le nom de Pete Best, né le 24 novembre 1941 à Madras (Inde britannique), est un batteur britannique. 
Il fut celui des Beatles durant deux ans (1960-1962), avant d'être remplacé par Ringo Starr au mois d'août 1962, au moment où le groupe décrochait auprès de George Martin et du label Parlophone son premier contrat d'enregistrement, le premier pas vers une célébrité planétaire atteinte en moins de deux ans, ce qui lui a valu le surnom de « l'homme le plus malchanceux du monde ». Il lui faudra attendre 1995 pour toucher quelques dividendes de sa participation aux premiers enregistrements du groupe, à travers la publication de la compilation Anthology 1.

## Biographie
Alice Mona Shaw, la mère de Pete Best, est née a Delhi, fille cadette d'une fratrie de quatre enfants de Thomas et Mary Shaw. Son père est un major du 11th Bengal Lancers. Elle épouse Donald Peter Scanland, un ingénieur de la marine qui meurt en service lors de la Seconde Guerre mondiale. De cette union naît un garçon, Pete, le 24 novembre 1941 à Madras (Indes britanniques). Ayant joint la Croix-Rouge et installée à Bombay, elle rencontre Johnny Best, un officier d'entraînement physique de l'armée britannique, qu'elle épouse en 1944. Il adopte le fils de sa nouvelle épouse et, rapidement, la famille s'agrandit d'un second enfant, Rory. À la fin de la guerre, la famille quitte les Indes sur le dernier navire de transport de troupes, le Georgic, en direction de Liverpool, la ville natale de Johnny Best. Le navire y accoste le jour de Noël 1945. 
Sans domicile à elle, la famille déménage d'un endroit à l'autre pendant plusieurs années. Exaspérée, Mona Best vend ses bijoux et parie sur un cheval nommé Never Say Die, coté 33 pour 1, qui gagne la course. Avec cet argent, Mona Best achète le bâtiment du 8 Hayman's Green, l'ancien Conservative Club de West Derby, depuis longtemps à l'abandon.

### LeCasbah
Mona Best fonde le Casbah (en) dans lequel le noyau des futurs Beatles, encore appelés The Quarrymen, jouera 37 fois. Le club, situé dans le sous-sol de son énorme maison, permet aux adolescents d'avoir un endroit pour danser et s'amuser. Plusieurs jeunes du quartier participent à la décoration des lieux avant l'ouverture. On peut y voir encore aujourd'hui les salles peintes par John Lennon et Paul McCartney. Les Quarrymen jouent lors de la soirée d'ouverture et en plusieurs autres occasions par la suite. À l'époque, les futurs Beatles changent constamment de batteur et Pete Best joue avec eux occasionnellement lors de leurs concerts au Casbah. 
Les Quarrymen cessent de jouer au Casbah pendant un certain temps à la suite d'une dispute avec Mona. Celle-ci avait payé Ken Brown – un des membres des Quarrymen – pour une soirée, malgré son absence pour maladie. George Harrison, John Lennon et Paul McCartney pensaient qu'ils méritaient la part de Brown étant donné que ce dernier n'avait pas joué du tout. Les Quarrymen finissent par revenir au Casbah, soucieux de trouver des engagements supplémentaires.
Neil Aspinall, ami de Pete qui deviendra le road manager du groupe, a vécu une relation amoureuse avec Mona Best, de dix-sept ans son aînée, de laquelle un garçon est né : Vincent « Roag » Best.

### Les Beatles
Lorsque les Beatles sont engagés pour jouer à Hambourg, il leur faut trouver un batteur attitré : il y eut une longue série de batteurs toujours temporaires chez les Beatles avant Pete Best. Allan Williams, alors imprésario des Beatles, va donc voir jouer Pete Best qui possède déjà son propre groupe, les Blackjacks (avec le même Ken Brown, entre autres). Impressionné par la performance de Pete, mais aussi par sa batterie flambant neuve, il recommande aux Beatles de l'engager. Bien qu'ils aient déjà décidé de l'engager sans le lui dire, le groupe lui fait quand même passer une audition, qu'il réussit. Les Beatles auraient voulu, par ce stratagème, éviter que Pete se sente trop indispensable[réf. nécessaire].
Pete Best fait partie des Beatles pendant environ deux ans. De belle apparence, il a un charisme évident et sur scène, il remplit bien son rôle. En revanche, à toutes les séances d'enregistrement en studio, les deux à Hambourg pour Polydor, l'audition chez Decca et le test d'artiste chez EMI, tous les producteurs ont rapidement décelé son incapacité de maintenir un rythme constant.
À Hambourg et Liverpool, lorsqu'il était absent, Best a été remplacé quelques fois par Richard Starkey, dit Ringo Starr. Il était de coutume pour les différents groupes d'interpréter sensiblement les mêmes chansons, c'est-à-dire les grands succès d'Elvis Presley, de Chuck Berry et autres standards de l'époque. Ringo pouvait facilement prendre le relais, connaissant déjà les morceaux. Comme Ringo par la suite, Pete avait droit à son moment de gloire pendant le spectacle, où il interprétait une chanson. En revanche, durant l'audition chez Decca, il n'en chante aucune.
Lorsque les Beatles changent de coiffure sous l'influence de Klaus Voormann et d'Astrid Kirchherr, la petite amie de Stuart Sutcliffe, Pete, ayant les cheveux bouclés, conserve son style à la Elvis. En août 1962, les Beatles signent leur contrat de disque chez EMI. Le journal Mersey Beat illustre l'article qui annonce cette nouvelle d'une photographie de Pete Best seul et non pas du groupe.
Lors de leur première séance avec George Martin, le 6 juin 1962 aux studios EMI d'Abbey Road à Londres, le producteur se montre insatisfait de la performance du batteur et informe Brian Epstein que la fois suivante, il utilisera un batteur studio professionnel. En août 1962, Ringo Starr remplace Pete Best à la batterie. Les Beatles, George Harrison en tête, qui avaient décidé de l'écarter du groupe n'ont pas le courage de le lui annoncer eux-mêmes et chargent Brian Epstein de le faire. Quand les Beatles reviennent à Abbey Road le 4 septembre 1962 pour réenregistrer Love Me Do cette fois avec Ringo Starr, George Martin n'est pas non plus satisfait de sa performance et engage un batteur de studio, Andy White, pour la séance d'enregistrement du 11 septembre. C'est une des rares fois où Starr ne joue pas dans un morceau des Beatles.
Pete Best ne parla plus à aucun membre des Beatles, bien qu'il l'eût voulu. Il fut pendant un temps surnommé « l'homme le plus malchanceux du monde ». Outre le fait de ne pas avoir gagné la confiance de George Martin, parmi les hypothèses avancées pour expliquer sa mise à l'écart, on avance que Paul et John jalousaient la popularité de Pete avec la gent féminine et qu'ils saisirent donc la première occasion de le mettre à la porte. Il fut aussi décrit comme étant solitaire, renfermé et peu sociable, ce que le principal intéressé nie formellement. Une autre hypothèse veut que Brian Epstein ait cherché à se séparer de Pete Best car sa mère, Mona, s'occupait encore de la gestion des Beatles. À la suite de son expulsion, des fans de Pete Best provoqueront du tumulte à la Cavern, ce dont George Harrison fera les frais, récoltant au passage un œil au beurre noir. On peut entendre un spectateur du Cavern Club crier « We want Pete! » (« On veut Pete ! ») à la fin de l'enregistrement de la chanson Some Other Guy effectué le 22 août 1962 par la station Granada TV.

### L'après-Beatles
Epstein lui offre d'intégrer les Merseybeats mais Best refuse. Il rejoint Lee Curtis and the All Stars (en), puis forme son propre groupe, le Pete Best Four qui deviendra le Pete Best Combo, enregistrant un album au titre trompeur, Best of the Beatles, publié en 1966 par le label éphémère Savage. Le groupe se dissout la même année. En 1964, il est invité au populaire jeu télévisé américain I've Got a Secret (en).
L'année suivante, il fait une tentative de suicide mais reprend le contrôle de sa vie. Alors marié et père de famille, il abandonne la musique et devient boulanger avant d'entrer dans la fonction publique, à l'agence pour l'emploi de Garston (en) à Liverpool, pour le programme Restart qui s'occupe d'aider les gens à se réorienter après avoir perdu leur travail. Lorsqu'il entend « Pete Best va s'occuper de vous maintenant », le client comprend aussitôt que cette personne a connu, elle aussi, un grand changement de carrière. Il occupe ce poste pendant vingt ans jusqu'à sa retraite. 
Au cours des années 1980, après avoir refusé plusieurs fois, il accepte de jouer lors d'une convention sur les Beatles. Cela marque pour lui le retour à la musique de façon active. Le Pete Best Band, qui inclut son demi frère Roag, le fils de Neil Aspinall, se produit depuis à travers le monde. Roag est le fondateur et curateur du Magical Beatles Museum à Liverpool. 
En 1995, on entend le premier batteur des Beatles sur dix morceaux de l'album Anthology 1 : il considère qu'ainsi les membres du groupe le remercient pour « services rendus dans le passé ». Ce disque lui a rapporté des redevances substantielles.
Le 6 avril 2025 sur X, son frère annonce que le batteur, à 83 ans, prend sa retraite « dû à des circonstances personnelles ».

### Activité

#### The Black Jacks:septembre 1959-août 1960
- Pete Best : batterie
- Chas Newby : guitare basse
- Bill Barlow : guitare
- Ken Brown : guitare, chant

#### The Beatles:août 1960-août 1962
- John Lennon : guitare, chant
- Stuart Sutcliffe : basse (jusqu'en juin 1961)
- George Harrison : guitare, chant
- Paul McCartney : guitare, piano, chant, basse (à partir de juin 1961)
- Pete Best : batterie

#### Lee Curtis and the All Stars:août 1962-juin 1963
- Lee Curtis : chant
- Pete Best : batterie
- Tony Waddington : guitare, chant
- Wayne Bickerton : basse, chant
- Frank Bowen : guitare

#### The Original All Stars:juin 1963-septembre 1963
- Pete Best : batterie
- Tony Waddington : guitare, chant
- Wayne Bickerton : basse, chant
- Frank Bowen : guitare

#### The Pete Best Four:septembre 1963-janvier 1965
- Pete Best : batterie
- Tony Waddington : guitare, chant
- Wayne Bickerton : basse, chant
- Tommy McGurk : guitare

#### The Pete Best Combo: 1965 - 1966
- Pete Best : batterie
- Tony Waddington : guitare, chant
- Wayne Bickerton : basse, chant
- Bill Burton : cuivres (de janvier 1965 à fin 1965)
- Trevor Browne : cuivres (de janvier 1965 à fin 1965)

#### Pete Best Band: 1988 à 2025
- Pete Best : batterie
- Roag Best : batterie
- Dave Deevey : basse
- Chris Cavanagh : chant
- Mark Hay : guitare
- Phil Melia : guitare solo

## Hommages
Sur son premier album solo, Celibatorium (2013), Benoit Carré (de Lilicub) lui dédie un titre.
Sur la Beatles-Platz à Hambourg, une des statues représente les deux batteurs du groupe, les noms de Best et de Starr y sont inscrits.
En 2011, des rues de Liverpool ont été baptisées à son nom ainsi qu'à celui du club de sa mère : Pete Best Drive et Casbah Close.

## Discographie sélective
- 1964 : The Beatles' First ! (Polydor – LPHM 46432) [n 4],[18]
- 1965 : Best of the Beatles (Savage BM 71)[19]
- 1995 : The Beatles Anthology 1 (10 morceaux avec les Beatles)
- 1996 : Beyond the Beatles 1964-1966 (Pete Best Four - Cherry Red CDMRED 124)[19]
- 2008 : Haymans Green (en) (Lightyear LTY 54840)[19]

## Autobiographies
- The Beatles, the True Beginnings, Roag, Rory et Pete Best, Spine, 2002.
- Beatle! The Pete Best Story, Pete Best et Patrick Doncaster, Plexus Publishing adapté de l'anglais par Patricia Bamford et Jacques Volcouve sous le titre John Lennon les Beatles et moi aux Éditions du Rocher en 1990 .
- The Best Years Of The Beatles, Pete Best et Billy Harry, Headline, 1997.